# Chevrolet SSR
Chevrolet SSR — пікап-кабріолет американської компанії Chevrolet. Випускався з 2003 по 2006 рік. Назва SSR розшифровується як Super Sport Roadster (укр. Супер Спорт Родстер).

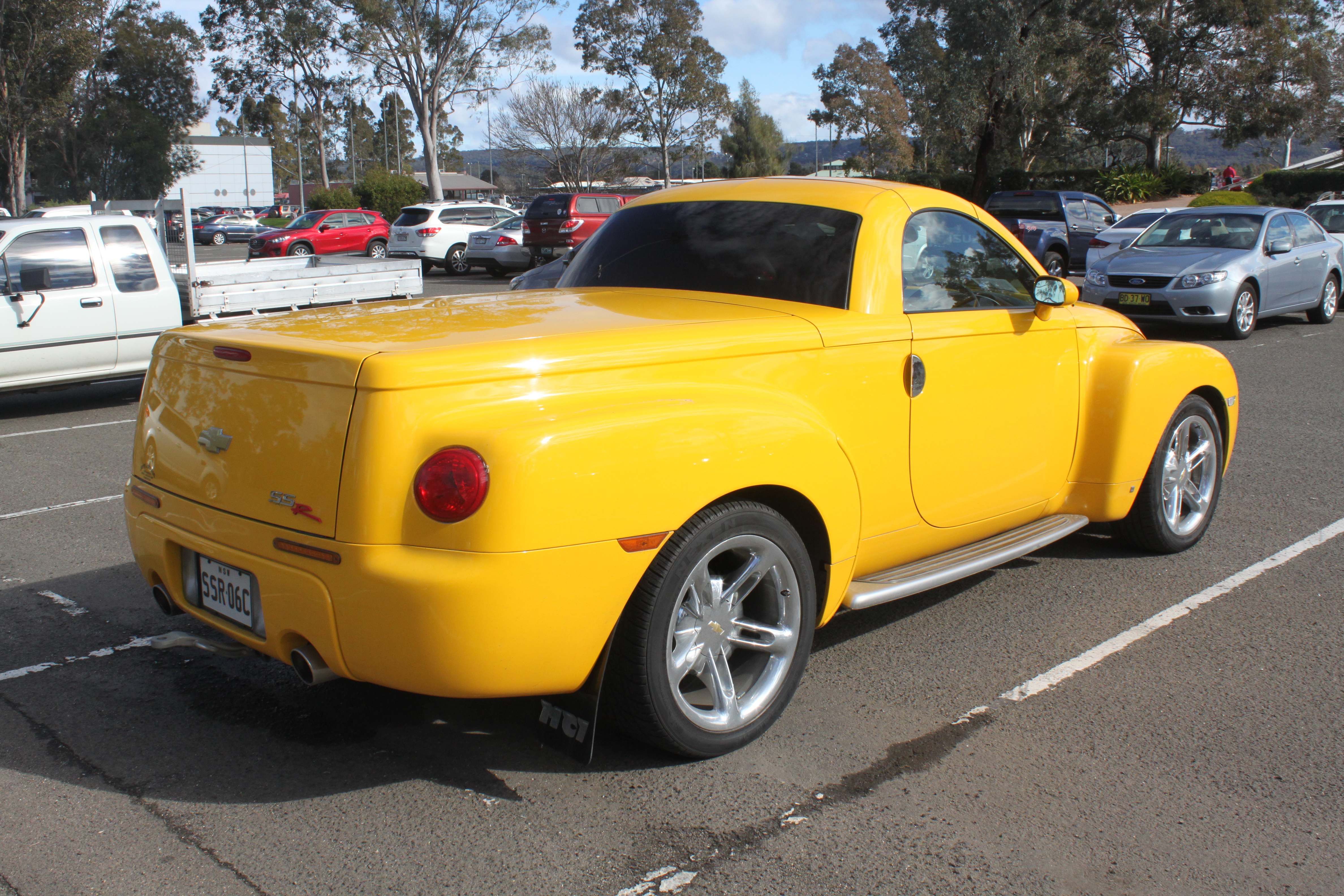

На автомобілі 2003 і 2004 років встановлювали двигун Vortec 5300 об'ємом 5,3 літра, 300 к.с. V8. З ним SSR розганявся до 60 м/год (97 км/год) за 7,7 секунд. Починаючи з 2005 року на SSR стали встановлювати двигун 6.0 LS2 V8 390 к.с., який також застосовувався на Chevrolet Corvette C6 і Pontiac GTO. З 2005 року також стала доступна, як опція, механічна коробка перемикання передач. У 2006 році двигун LS2 піддався невеликому доопрацюванню, яка дозволила збільшити його потужність до 395 к.с. (автоматична трансмісія) і 400 к.с. (механічна трансмісія).

## Двигуни
- 5.3 L LM4 V8 (2003—2004)
- 6.0 L LS2 V8 (2005—2006)